# 哈爾蘭溝
哈爾蘭溝是在土星的衛星恩克拉多斯表面上具溝狀的地形之一。這個地點的中心位置在北緯26.7°，西經237.6° West，長約276公里。哈爾蘭溝的北邊和東邊與迪亞爾低地相鄰接。
使用航海家2號的影像，Kargel和Pozio（1996）Kargel and Pozio (1996) 哈爾蘭溝被描繪成包含彎曲的"多山的山脊"，相對於低地的高度在1-1.5公里。Kargel和Pozio（1996）認為它們可能是褶皺帶，類似北美洲的阿巴拉契亞山脈。
最近由 卡西尼 太空船拍攝的哈爾蘭溝影像有著比航海家2號更高的解析度。多數的土坎在外觀上有突起的橫斷面在長度的方向連接著，就像撒馬爾罕溝一樣，高聳的陡坡地形分散著面對環繞著的坑穴，從哈爾蘭溝的北部到迪亞爾低地的南部。靠近地形西方的終點，觀察到兩條深邃的裂口垂直的穿越哈爾蘭溝。在撒馬爾罕溝也觀測到相似、但是較小的裂縫，被認為是在這些土坎帶形成週期的後期階段（或在形成以後）發生的。
哈爾蘭溝的名字來自於一千零一夜的庫達達德的父親所掌管的城市。